# بوعزة ولد موحى وحمو الزياني
بوعزة ولد موحا أوحمو الزياني، هو قائد مغربي.
بعد خلاف حاد مع والده موحا أوحمو، قرر الانضمام إلى جانب الفرنسيين. أصبح جنديًا في الجيش الفرنسي بعد استسلامه للجنرال بويميرو.

## سيرته
يشتهر بوعزة باسم الملازم بوعزة ولد موحا أو حمو الزياني، وهو الابن السادس لموحا أوحمو الزياني.
بعد استسلام شقيقه حسن بن محمد أمحزون، التحق هو الآخر بالجيش الفرنسي في إطار عملية تهدئة الأطلس المتوسط والكبير. في سن 22 إلى 29 سنة، قاد حربًا ضد القبائل الأمازيغية الرافضة للخضوع، وخاصة ضد قبيلته زيان. عرف هو وابن أخيه مولاي حماد نحسن بكرههما ومواجهتهما لقبائل آيت سيغروشن من بولمان وآيت سخمان من ملوية.[بحاجة لمصدر] لقي حتفه يوم 28 مارس 1923 في أغبالة أثناء مواجهات عنيفة مع قبائل أمازيغية رافضة للخنوع والاستسلام لفرنسا.
حصل على وسام جوقة الشرف لمشاركته في الحرب، كما حاز على رتبة ملازم في الجيش الفرنسي. استقبله المقيم العام هوبير ليوتي في فاس والسلطان يوسف بن حسن.

## روابط خارجية
- معركة تازيزاوت في الذاكرة الجماعية الشفوية